# 让·保罗·范加斯特尔
让·保罗·范加斯特尔（Jean-Paul van Gastel，1972年4月28日—）是一名来自荷兰的已退役足球中场和教練員，他为荷兰国家队出場5次，并有兩粒進球。